# コール (玉置浩二の曲)
「コール」は、日本のシンガーソングライターである玉置浩二の楽曲。
1993年1月30日にKitty Recordsから6枚目のシングルとしてリリースされた。前作「行かないで」（1989年）より3年2か月ぶりとなるシングルであり、作詞は須藤晃、作曲およびプロデュースは玉置が担当している。
シンプルな言葉とメロディで構成されたオーケストラによる楽曲であり、当時玉置の妻であった薬師丸ひろ子主演の東宝映画『ナースコール』（1993年）の主題歌として使用された。薬師丸は後にカバー・アルバム『Cinema Songs』（2016年）にて本作をカバーしている。
本作は玉置のソロ第2作となるアルバム『あこがれ』（1993年）からの先行シングルとしてリリースされ、オリコンシングルチャートでは最高位22位となった。同アルバムリリース後に玉置はSony Recordsに移籍したため、Kitty Recordsからのシングルリリースは本作が最後となった。

## 制作、音楽性
本作は玉置浩二のソロ第2作目となるアルバム『あこがれ』（1993年）からの先行シングルとしてリリースされた。同アルバムは安全地帯が同年に活動休止する前から長年録り溜めていた玉置のバラード集となっていた。玉置は当時自らによる作詞に意欲を示していたが安全地帯としてのデビュー以来作詞の経験は皆無であり、安全地帯の活動の合間を縫って同作の制作を続けてきたにも拘わらず、作詞が難航していたために完成が遅れる事態となっていた。結果として同作の作詞は「大切な時間」の1曲のみ玉置によるものとなり、それ以外の曲はすべて音楽プロデューサーである須藤晃が作詞を担当することとなった。
須藤は過去に浜田省吾、村下孝蔵、尾崎豊などのシンガーソングライターの作品を数多く手がけており、当時の玉置に関して須藤は「自分とは接点がない存在だと感じていた。彼らの移籍についても、まったく興味はなかった」と述べていた。しかし同作の制作が頓挫している事態を受け、プロデューサーである金子章平とスーパーバイザーである星勝の両名は玉置が求める歌詞の方向性を理解した上で、須藤を星の事務所に招き金子がデモテープを渡した事で同作の作詞を須藤が承諾することとなった。玉置は安全地帯時代とは異なり精神性を重視した言葉を追求していたことから、須藤による歌詞について「須藤さんの詞は抜群でしたね」と述べ絶賛した。安全地帯時代に作詞を手掛けていた作詞家の松井五郎は「浩二も須藤さんと出会って、すごく刺激になったと思うし、僕とは違う書き手のものを歌うことが、のちに自分で詞を書いていくことにもつながった」と述べている。
ベスト・アルバム『ALL TIME BEST』（2017年）の楽曲解説では、本作の編曲が前作に引き続き星勝と玉置による共作であることに触れた上で、本作の音楽性について「シンプルな言葉とメロディを感動的なオーケストレーションが盛り上げる」と表記している。

## リリース、メディアでの使用、チャート成績
本作は1993年1月30日にKitty Recordsより8センチCDとしてリリースされた。本作は当時玉置の妻であった薬師丸ひろ子が主演の東宝映画『ナースコール』の主題歌として使用された。カップリング曲の「大切な時間」はパナソニックのビデオカメラ「ブレンビー」のコマーシャルソングとして使用された。
本作の直後にリリースされた安全地帯のシングル「ひとりぼっちのエール」を最後に安全地帯は活動休止となり、玉置はその後音楽活動と俳優業の両方を行いながら同年8月にKitty RecordsからSony Recordsに移籍したため、Kitty Records在籍時において最後のシングルとなった。
本作はオリコンシングルチャートにて最高位22位の登場週数7回となり、売り上げ枚数は10.4万枚となった。本作の売り上げ枚数は玉置のシングル売上ランキングにおいて5位となった。2022年に実施されたねとらぼ調査隊による玉置のシングル曲人気ランキングでは7位となった。

## ライブ・パフォーマンス
1993年1月2日放送のテレビ朝日系音楽番組『タモリの音楽ステーション』（1992年 - 1993年）および同年1月29日放送の同局の音楽番組『ミュージックステーション』（1986年 - ）にて本作を歌唱した。『ミュージックステーション』においてはギター一本での弾き語りで披露した。

## カバー
- 文章（中国語版） - 北京語バージョン「現在你會在哪裡」のタイトルでアルバム『強顏歡笑』（1993年）に収録。
- 薬師丸ひろ子 - アルバム『Cinema Songs』（2016年）に収録[13]。薬師丸は災害や病気など苦しい環境や状況にいる人々へ曲に込められたメッセージを届けたいと思いカバーしたと述べている。薬師丸は2021年12月19日放送のNHK BSプレミアム音楽番組『The Covers』（2014年 - ）に出演した際も本作をカバーしており、「コロナ禍の今だからこそ、届けたいメッセージが詰まっている」とのコメントを残している[14]。

## シングル収録曲
| 全作曲: 玉置浩二、全編曲: 玉置浩二／ストリングス・アレンジ: 星勝。 |                                  |           |            |      |
| #                                                                  | タイトル                         | 作詞      | 作曲・編曲 | 時間 |
| 1.                                                                 | 「コール」(CALL)                 | 須藤晃    | 玉置浩二   | 5:38 |
| 2.                                                                 | 「大切な時間」(TAISETSUNA TOKI)  | 玉置浩二  | 玉置浩二   | 4:18 |
| 3.                                                                 | 「コール」(オリジナル・カラオケ) |           | 玉置浩二   | 5:38 |
| 合計時間:                                                          | 合計時間:                        | 合計時間: | 15:34      |      |

## リリース履歴
| No. | 日付          | レーベル      | 規格                   | 規格品番  | 最高順位 | 備考 |
| --- | ------------- | ------------- | ---------------------- | --------- | -------- | ---- |
| 1   | 1993年1月30日 | Kitty Records | 8センチCD              | KTDR-2070 | 22位     |      |
| 2   | 2017年7月19日 | USM JAPAN     | デジタル・ダウンロード | -         | -        |      |

## 収録アルバム
「コール」
- 『あこがれ』（1993年）
- 『安全地帯 テーマソングス』（1995年）
- 『玉置浩二ベスト・ソングス・フォー・ユー』（1995年）
- 『EARLY TIMES〜KOJI TAMAKI IN KITTY RECORDS』（1997年）
- 『ゴールデン☆ベスト 玉置浩二 アーリー・タイムズ・プラス』（2003年）
- 『ALL TIME BEST』（2017年）
- 『THE BEST ALBUM 35th ANNIVERSARY 〜メロディー〜』（2022年）

「大切な時間」
- 『あこがれ』（1993年）
- 『安全地帯 テーマソングス』（1995年）
- 『EARLY TIMES〜KOJI TAMAKI IN KITTY RECORDS』（1997年）
- 『ゴールデン☆ベスト 玉置浩二 アーリー・タイムズ・プラス』（2003年）